# بريسكوت إيمرسون
بريسكوت إيمرسون هو سياسي كندي، ولد في 1840، وتوفي في 3 فبراير 1889.